# Langues en Afrique du Sud
Les langues officielles de l'Afrique du Sud sont au nombre de douze.
La Constitution sud-africaine de 1996 reconnaissait à l'origine onze langues officielles. Il s'agit de deux langues d'origine européenne, l'afrikaans et l'anglais, et de neuf langues bantoues, à savoir le ndébélé du Transvaal, le sotho du Nord, le sotho du Sud, le swati, le tsonga, le tswana, le venda, le xhosa et le zoulou. Le 19 juillet 2023, la langue des signes sud-africaine est devenue la douzième langue officielle du pays à la suite d'un amendement de la constitution.

## Statistiques
| Langues                          | Locuteurs 2022 | Variation 2011/2022 | % 2022 | Locuteurs 2011 | Variation 2001/2011 | % 2011  | Locuteurs 2001 | % 2001  |
| -------------------------------- | -------------- | ------------------- | ------ | -------------- | ------------------- | ------- | -------------- | ------- |
| Zoulou                           | 15 130 000     |                     | 24,4 % | 11 587 374     | ▲ +8,53 %           | 22,7 %  | 10 677 000     | 23,8 %  |
| Xhosa                            | 10 110 000     |                     | 16,3 % | 8 154 258      | ▲ +3,13 %           | 16,0 %  | 7 907 000      | 17,6 %  |
| Afrikaans                        | 6 570 000      |                     | 10,6 % | 6 855 082      | ▲ +14,58 %          | 13,5 %  | 5 983 000      | 13,3 %  |
| Anglais                          | 5 390 000      |                     | 8,7 %  | 4 892 623      | ▲ +33,21 %          | 9,6 %   | 3 673 000      | 8,2 %   |
| Sotho du Nord                    | 6 200 000      |                     | 10,0 % | 4 618 576      | ▲ +9,73 %           | 9,1 %   | 4 209 000      | 9,4 %   |
| Tswana                           | 5 150 000      |                     | 8,3 %  | 4 067 248      | ▲ +10,61 %          | 8,0 %   | 3 677 000      | 8,2 %   |
| Sotho du Sud                     | 4 840 000      |                     | 7,8 %  | 3 849 563      | ▲ +8,29 %           | 7,6 %   | 3 555 000      | 7,9 %   |
| Tsonga                           | 2 910 000      |                     | 4,7 %  | 2 277 148      | ▲ +14,31 %          | 4,5 %   | 1 992 000      | 4,4 %   |
| Swati                            | 1 740 000      |                     | 2,8 %  | 1 297 046      | ▲ +8,63 %           | 2,5 %   | 1 194 000      | 2,7 %   |
| Venda                            | 1 150 000      |                     | 2,5 %  | 1 209 388      | ▲ +18,34 %          | 2,4 %   | 1 022 000      | 2,3 %   |
| Ndébélé du Transvaal             | 1 050 000      |                     | 1,7 %  | 1 090 223      | ▲ +53,12 %          | 2,1 %   | 712 000        | 1,6 %   |
| Langue des signes sud-africaine  | 12 000         |                     | 0,02 % | 234 655        |                     | 0,5 %   |                |         |
| Autres langues (non officielles) | 1 300 000      |                     | 2,1 %  | 828 258        | ▲ +281,69 %         | 1,6 %   | 217 000        | 0,5 %   |
| Total                            |                |                     |        | 50 961 443     | ▲ +13,7 %           | 100,0 % | 44 820 000     | 100,0 % |

Source : recensements de 2001, 2011 et 2022.

## Distributions

Carte de la distribution des langues dominantes en Afrique du Sud. Est dominante la langue parlée à la maison par plus de 50 % de la population ou par plus de 33 % si aucune autre langue n'atteint plus de 25 %.

- afrikaans
- anglais
- ndébélé du Transvaal
- xhosa
- zoulou
- sotho du Nord
- sotho du Sud
- tswana
- swati
- venda
- tsonga
- aucune langue dominante

Cartes de distribution par langue officielle
Afrikaans.
Anglais.
Nguni.
Sotho-Tswana.
Swati.
Tsonga.
Venda.
Xhosa.
Zoulou.

## Nom officiel de l'Afrique du Sud par langue
| Langue               | Nom officiel de l'Afrique du Sud   |
| -------------------- | ---------------------------------- |
| Afrikaans            | Republiek van Suid-Afrika          |
| Anglais              | Republic of South Africa           |
| Ndébélé du Transvaal | IRiphabliki yeSewula Afrika        |
| Sotho du Nord        | Repabliki ya Afrika-Borwa          |
| Sotho du Sud         | Rephaboliki ya Afrika Borwa        |
| Swati                | iRiphabhulikhi yeNingizimu Afrika  |
| Tsonga               | Riphabliki ra Afrika Dzonga        |
| Tswana               | Rephaboliki ya Aforika Borwa       |
| Venda                | Riphabuḽiki ya Afurika Tshipembe   |
| Xhosa                | iRiphabliki yomZantsi Afrika       |
| Zoulou               | iRiphabhuliki yaseNingizimu Afrika |